# Rhabdophyllum crassipedicellatum
Rhabdophyllum crassipedicellatum är en tvåhjärtbladig växtart som beskrevs av Marc Simon Maria Sosef. Rhabdophyllum crassipedicellatum ingår i släktet Rhabdophyllum och familjen Ochnaceae. Inga underarter finns listade i Catalogue of Life.